# Hobby Lobby
Hobby Lobby Stores, Inc. er en amerikansk hobbyforretningskæde med ca. 1.000 butikker i 48 delstater i USA. De omsætter for ca. 5 mia. $, og der er 43.000 ansatte. De har hovedkvarter i Oklahoma City, Oklahoma.
I 1972 åbnede iværksætter David Green den første Hobby Lobby-butik i Oklahoma City.